# Gérard Chamayou
 (octobre 2021).
Si vous disposez d'ouvrages ou d'articles de référence ou si vous connaissez des sites web de qualité traitant du thème abordé ici, merci de compléter l'article en donnant les références utiles à sa vérifiabilité et en les liant à la section « Notes et références ».
Pour les articles homonymes, voir Chamayou.
Gérard Chamayou, dit « Félix », né le 18 février 1929 à Asnières, mort le 1er janvier 2019 à Villejuif,, est un ingénieur, sculpteur et entrepreneur français, à qui l'on doit notamment la construction du dôme la Géode, projet de l'architecte Adrien Fainsilber, dans le parc de la Villette, à Paris.

## Biographie
Ingénieur diplômé de l'École centrale Paris, Félix est l'inventeur de sculptures, bijoux, lampes, cadrans solaires, décors pour la télévision, installations artistiques de plein air, dans lesquels s'exprime une profonde symbiose entre sciences et arts.
Félix crée en 1965 sa propre société, Multicub, afin de disposer des moyens de développer ses inventions. La Géode est une réussite technique mais une catastrophe financière. Félix doit céder son entreprise en 1985. Cette expérience le marque durablement, et il décide en 1997 d'agir en faveur des sans-domicile-fixe. Il crée l'association Félix Cité et tente de réaliser à Corbeil un village de réinsertion dont les habitations sont des abrisphères - une des dernières inventions de Félix, inspiré de ses recherches pour l'habitat dans l'Antarctique -, mais l'opération se solde par un nouvel échec technique et financier.
Gérard Chamayou a choisi de signer ses œuvres du nom de « Félix » pour affirmer son goût du bonheur.

## Œuvres célèbres
- La Pensée créatrice, structure en tubes métalliques de huit mètres de haut représentant une fleur de métal dont les pétales s'ouvrent sur une boule, érigée vers 1989 à l'entrée de l'École centrale Paris à Châtenay-Malabry. La sculpture a depuis été déplacée sur le nouveau campus de CentraleSupélec à Gif-sur-Yvette, devant le bâtiment Bréguet. Plusieurs autres œuvres de Félix ornaient le campus de Châtenay-Malabry, abandonné et démoli à la fin des années 2010, celles-ci ont également été déplacées vers le nouveau campus ou celui de Metz entre 2017 et 2020.
- La Géode de la Villette (1984) - Gérard Chamayou a été associé à la réalisation de ce projet dont Adrien Fainsilber est l'architecte
- Les Voûtes islamiques de l'aéroport de Bagdad (1982)[6]
- Roi David, à la maison de la communauté israélite de Metz.

Divers :
- Spectacle Porte de Pantin pour Johnny Hallyday
- Stands sur les salons du son
- Décors aux buttes Chaumont pour le spectacle.
- Gérard Chamayou est également créateur de la structure multicubes dont chaque arête sert de mors à une nouvelle dimension, d'où la rapidité d'assemblage, légèreté et solidité de l'ensemble réalisé en tubes, cubes et mors en aluminium.

## Ouvrages
- Félix ou l'esthétique des mathématiques, Ed. Alternatives, 2007 (catalogue raisonné)